# Dave Gallagher
Ne pas confondre avec le joueur de rugby néo-zélandais Dave Gallaher.
(en) Statistiques sur pro-football-reference
David Dillon Gallagher (né le 2 janvier 1952 à Piqua) est un joueur américain de football américain évoluant au poste de defensive tackle.

## Carrière

### Université
Gallagher entre à l'université du Michigan, jouant pour l'équipe de football américain des Wolverines. En 1971, il est nommé dans l'équipe All-American des Sophomore (étudiant de seconde année). En 1973, il est le cocapitaine de l'équipe, effectuant quatre-vingt-trois tacles lors de sa dernière saison universitaire ; il est nommé après cette saison dans l'équipe de la saison All-American. En trois saisons avec l'équipe, il fait 175 tacles.
Gallagher est décrit par l'université comme un des meilleurs defensive tackle qui ai joué pour l'équipe.

### Professionnel
Dave Gallagher est sélectionné au premier tour du draft de la NFL de 1974 par les Bears de Chicago au vingtième choix. Lors de sa première saison en NFL (rookie), il est titulaire à onze reprise, jouant quatorze matchs. Malgré cela, il n'est pas gardé dans l'effectif des Bears après cette saison.
Avant la saison 1975, il signe avec les Giants de New York, titulaire à dix matchs mais il est relégué au poste de remplaçant lors de la saison 1976 où il intercepte la seule passe de sa carrière en professionnel. Gallagher ne joue aucun match de la saison 1977 et réapparaît lors de la saison 1978 avec la tunique bleue des Lions de Detroit mais pendant deux saisons, il n'arrive pas à décrocher un seul comme titulaire.

## Statistiques
Gallagher a joué cinq saisons en NFL, jouant cinquante-et-un matchs dont vingt-et-un comme titulaire. Il intercepte une passe.

## Honneurs
En 2005, Dave est classé soixante-cinquième au classement des cent meilleurs joueurs de l'histoire de l'université du Michigan par le Motown Sports Revival.